# دیوید پین (ورزشکار)
 دیوید پین (انگلیسی: David Payne؛ زاده ۲۴ ژوئیهٔ ۱۹۸۲) یک ورزشکار اهل ایالات متحده آمریکا است.